# 미스터 보스
《미스터 보스》는 2020년에 개봉한 대한민국의 영화이다.

## 캐스팅
- 공찬 : 김현준 역
- 이승현 : 김영수 역
- 최동구 : 강병연 역
- 홍은기 : 이진원 역
- 양정두 : 박용우 역
- 안종욱 : 나종욱 역
- 오민준 : 마재윤 역
- 김동형 : 대가리 역
- 조순창 : 앙드레진 역
- 최무인 : 현준아빠 역
- 최혜진 : 서지민 역
- 김수올 : 한정현 역
- 임현표 : 경식 역
- 강희주 : 경엽 역
- 한성현 : 영배 역
- 조미녀 : 김영숙 역
- 이규탁 : 대가리무리 1 역
- 김림후 : 대가리무리 2 역
- 박노경 : 선배 1 역
- 임정균 : 선배 2 역
- 신세린 : 선배여친 역
- 박세화 : 카페여주인 역
- 김용우 : 자판기선생 역
- 최환이 : 멍학생 역
- 이재홍 : 선생호출남 역
- 정동근 : 김 형사 역
- 이정현 : 강 형사 역
- 박종범 : 허리케인짱 역
- 김민준 : 한양짱 역
- 김우석 : 현대짱 역
- 박승현 : 간호사 역
- 서예란 : 휠체어녀 역
- 윤태현 : 도매상 역
- 지미리 : 지민엄마 역
- 김경태 : 여친다툼남 1 역
- 김진욱 : 여친다툼남 2 역
- 채승헌 : 말썽남 1 역
- 서범준 : 말썽남 2 역
- 정광희 : 야간생 1 역
- 문정훈 : 야간생 2 역
- 추성욱 : 야간생 3 역
- 이종욱 : 제우스무리 1 역
- 천윤민 : 제우스무리 2 역
- 이성민 : 제우스무리 3 역
- 성병훈 : 몽타주 1 역
- 배향 : 몽타주 2 역
- 전우재 : 몽타주 3 역
- 최찬우 : 몽타주 4 역
- 정성욱 : 삼별초 1 역
- 선종구 : 삼별초 2 역
- 전승훈 : 삼별초 3 역
- 조영운 : 삼별초 4 역
- 민경환 : 삼별초 5 역
- 이성민 : 삼별초 6 역
- 이창선 : 삼별초 7 역
- 윤석영 : 삼별초 8 역
- 윤영창 : 삼별초 9 역
- 조준기 : 삼별초 10 역
- 서영재 : 삼별초 11 역
- 이건화 : 삼별초 12 역
- 김홍교 : 삼별초 13 역